# カルケミシュの戦い
カルケミシュの戦い（カルケミシュのたたかい、英語: Battle of Carchemish）は、紀元前605年にカルケミシュ(現在のトルコ・シリア国境)で起こった、エジプト王国・アッシリア帝国亡命政権の同盟軍と、新バビロニア王国、メディア王国、スキタイの連合軍の間の戦いである。

新バビロニア連合軍が大勝し、エジプト王国は近東への足がかりを失った。

## 背景
紀元前612年にアッシリア帝国の首都ニネヴェがメディア、スキタイ、新バビロニア連合軍によって陥落すると(ニネヴェの戦い)、アッシリアはハッラーン (別名カルラエ、トルコ南部のシャンルウルファ県)に都を遷した。紀元前609年にハッラーンが連合軍によって占領されると、

今度はユーフラテス川沿いのカルケミシュに遷都した。もともとアッシリア帝国の属国だったエジプトは、新バビロニアと対抗するために、アッシリア王アッシュール・ウバリト2世と同盟を結んで 紀元前609年にレバント地方に進出した。

## 前段(メギドの戦い)
新バビロニア軍を撃破するため、北上したファラオ・ネコ2世率いるエジプト軍は、メギド(イスラエル北部)でユダ王国のヨシヤ王の軍に妨げられた。エジプト軍はユダ王国の領土を通過する必要があったが、ユダ王国軍はこれを領土侵犯として認めず開戦。エジプト軍の圧倒的な兵力の前に、ヨシヤ王は戦死した(メギドの戦い)。ヨシヤ王の遺体はエルサレムに運ばれ、ユダヤ王のしきたりに則ってダヴィデ王の墓の隣に埋葬された。エジプト・アッシリア同盟軍はユーフラテス川を渡ってハッラーンを包囲したが奪還は果たせず、アッシリア北西部に退いた。

## 戦闘
新バビロニア軍を率いていたのはナボポラッサルの息子ネブカドネザル2世だった。カルケミシュで激突した両軍だったが、エジプト・アッシリア軍は新バビロニア軍に撃破された。アッシリア帝国はこの敗戦で独立国家としては姿を消し、撤退したエジプト王国は古代オリエント世界で大国として再び浮上することはなかった。新バビロニア帝国は紀元前605年以後、経済的な絶頂期を迎える。

大英博物館収蔵のネブカドネザルの年代記は次のように記している。「ネブカドネザル王は川を渡り、カルケミシュに布陣したエジプト軍に向かっていった。彼らは互いに戦い、エジプト軍は逃げて行った。王は敵を打ち負かし、完膚なきまでに叩きのめした。バビロニア軍の剣先が届かないほど素早く戦場から逃げ去ったエジプト軍も、ハマトでバビロニア軍に敗れ、故郷に逃げ延びた者は一人もいなかった。これを以て、ネブカドネザル王はハマトの地を征服した」。

カルケミシュの戦いについては旧約聖書のエレミヤ書46:3-12でも触れられている。なお、歴代誌下35:20-24に記載されている戦闘は、カルケミシュの戦いではなく、その４年前に行われたメギドの戦いである。

## 記述の相違
しかしながら、フラウィウス・ヨセフスの『ユダヤ古代誌』

のほか、マシュー・ヘンリー

やヨハン・ピーター・ラング

などの様々なキリスト教関係の著述家によれば、史実としてネコ2世がアッシリア王と同盟関係にあったか、それとも敵対していたかは不明である。これらの文書においてはヨシヤ王の戦いを、アッシリア王を敵から救い出すための英雄的な行為と描いたり、あるいはヨシヤ王自らが敵により包囲されることを防ぐためのものだったとするなど、相反するものがあるからである。